# Hyposmocoma centronoma
Hyposmocoma centronoma là một loài bướm đêm thuộc họ Cosmopterigidae. Nó là loài đặc hữu của Oahu. The type locality is Kawaihapai.
Ấu trùng ăn Metrosideros species.